# ستيفان ريس
ستيفان ريس (بالإنجليزية: Stephen Rice)‏ (6 أكتوبر 1984 بدبلن في جمهورية أيرلندا - ) هو لاعب كرة قدم أيرلندي في مركز الوسط. شارك مع منتخب جمهورية أيرلندا تحت 17 سنة لكرة القدم ومنتخب جمهورية أيرلندا تحت 23 سنة لكرة القدم ‏. أما مع النوادي، فقد لعب مع غلينتوران وكوفنتري سيتي ونادي بوهيميان ونادي شامروك روفرز ونادي شيلبورن ولونغفورد تاون ‏ وMonaghan United F.C. ‏.

## وصلات خارجية
- ستيفان ريس على موقع قاعدة بيانات كرة القدم.إي يو (الإنجليزية)